# Arminius
Arminiusz (łac. Arminius, niem. Hermann der Cherusker, ur. 16 p.n.e., zm. 21 n.e.) – syn Sigimera, wodza germańskiego plemienia Cherusków.

## Życiorys
Potomek znakomitego rodu, dzielny w boju, odznaczał się Arminiusz bystrym umysłem, inteligencją więcej niż barbarzyńską i żarem ducha, przebijającym również z twarzy i oczu. Towarzyszył systematycznie Rzymianom w poprzedniej serii wypraw i uzyskał nawet obywatelstwo rzymskie na prawach rycerza.

Wychowywał się w Rzymie, przeszedł rzymskie przeszkolenie wojskowe, po czym do 7 roku n.e. służył w rzymskiej armii (walczył między innymi z barbarzyńcami na terenie obecnych Węgier) i otrzymał rzymskie obywatelstwo (był ekwitą); później wrócił do Cherusków, przygotowując powstanie antyrzymskie. W 9 roku n.e. odniósł spektakularne zwycięstwo nad 20 tysiącami Rzymian, dowodzonymi przez Publiusza Kwinktyliusza Warusa w bitwie w Lesie Teutoburskim. Jednak już w 15 roku n.e. w bitwie na Długich Mostach wojska Arminiusza nie zdobyły rzymskiego obozu, ponosząc porażkę. W roku 16 n.e. nad Wezerą Arminiusz poniósł klęskę w bitwie pod Idistaviso z Rzymianami dowodzonymi przez Germanika, spowodowaną bezpośrednio postępowaniem własnego stryja Inguiomera, który nie zgodził się na defensywną strategię, podjętą przez Arminiusza, i postanowił ścigać wycofujących się Rzymian. W tym samym 16 roku n.e. poniósł znów klęskę z rąk Rzymian w bitwie o wał angrywarski, gdzie na skutek zdrady rzymski szpieg powiadomił Germanika o szykowanej w okolicach wału zasadzce. W 21 roku n.e. został zgładzony przez swoich współplemieńców z powodu próby przejęcia władzy królewskiej. 

Zaczepiony orężnie, ze zmiennym walczył szczęściem i padł wskutek podstępu swoich krewnych – bezsprzecznie oswobodziciel Germanii, on, który nie zawiązek potęgi narodu rzymskiego, jak inni królowie i wodzowie, lecz państwo w najwyższym rozkwicie zaczepił, w bitwach nie zawsze szczęśliwy, w wojnie niezwyciężony.

Związał się z Thusneldą, córką księcia Cherusków, Segestesa.

## Upamiętnienie Arminiusza
Bohaterskie czyny Arminiusza były tematem kilku oper, między innymi: Chi la dura la vince Bibera (1687), Arminio Hassego (1730), Arminio Haendla (1737) oraz oratorium Arminius op. 43 Brucha (1875). Nazwa niemieckiego klubu piłkarskiego Arminia Bielefeld jest sfeminizowaną wersją imienia Arminiusz. Imię Arminiusza nosił pruski, a następnie niemiecki okręt SMS Arminius. W niemieckim mieście Detmold znajduje się Hermannsdenkmal – pomnik Arminiusza upamiętniający jego zwycięstwo nad Rzymianami w Lesie Teutoburskim. O jego życiu i zwycięstwie w bitwie, do której doszło w Lesie Teutoburskim, opowiada niemiecki miniserial Barbarzyńcy (niem. Barbaren).